# Raliza-Gletscher
Der Raliza-Gletscher (bulgarisch ледник Ралица lednik Raliza) ist ein 5,5 km langer und 3,5 km breiter Gletscher auf der Brabant-Insel im Palmer-Archipel westlich der Antarktischen Halbinsel. Er fließt südlich des Oschane-Gletschers, südwestlich des Lister-Gletschers und nordwestlich des Kopfendes des Paré-Gletschers von den Nordwesthängen des Mount Rokitansky in den Stribog Mountains in nordwestlicher Richtung zur Guyou-Bucht.
Britische Wissenschaftler kartierten ihn 1980 und 2008. Die bulgarische Kommission für Antarktische Geographische Namen benannte ihn 2015 nach der Ortschaften im Nordosten und Süden Bulgariens.